# Marie Cecilia Mangold
 Sister Marie Cecilia Mangold  (* 5. Dezember 1872 in Cincinnati,  Ohio; † 9. Februar 1934) war eine US-amerikanische Mathematikerin und Hochschullehrerin.

## Leben und Forschung
Mangold wurde als das fünfte von acht überlebenden Kindern von Mary Anna Hemann und ihrem aus Deutschland stammenden Ehemann Matthew Mangold als Josephine Margaret Mangold geboren. Sie besuchte in Cincinnati die Pfarrschule und später die Akademie der Schwestern von Notre Dame de Namur. 1898 begann sie das Noviziat und trat 1900 in die Ordensgemeinschaft ein. 1901 studierte sie Mathematik als Sister Marie Cecilia am Trinity College, trat dort 1904 die Nachfolge von Schwester Blandina an, unterrichtete und leitete die Mathematikabteilung bis zu ihrem Tod im Jahr 1934. Sie erwarb 1910 den Bachelor-Abschluss mit den Hauptfächern Mathematik und Physik, 1914 erhielt sie den Master-Abschluss in Mathematik und Chemie. 1929 promovierte sie an der Katholischen Universität von Amerika als zweite Ordensfrau in Mathematik nach Schwester Mary Gervase. Der Titel ihrer Dissertation lautete: The Loci Described by the Vertices of Singly Infinite Systems of Triangles Circumscribed about a Fixed Conic. Über einen Sr. Marie Cecilia Memorial Prize ist nur bekannt, dass er mindestens einmal, nämlich 1942, verliehen wurde.

## Mitgliedschaften
- American Mathematical Society
- Mathematical Association of America

## Veröffentlichungen (Auswahl)
- 1927: Methods of Measuring the Reliability of Tests. The Catholic Education Press, Washington, DC. Educational Research Bulletins, Bd. 2, Nr. 8.
- 1929: mit Sister Mary Louise M’Graw: Group Intelligence Tests in the Primary Grades. The Catholic Education Press, Washington, DC. Educational Research Bulletins, Bd. 4, Nr. 2.